# Rhaphidothrips longistylosus
Rhaphidothrips longistylosus är en insektsart som beskrevs av Jindřich Uzel 1895. Rhaphidothrips longistylosus ingår i släktet Rhaphidothrips och familjen smaltripsar. Arten är reproducerande i Sverige. Inga underarter finns listade i Catalogue of Life.